# Al sole
Al sole era un dipinto del 1884 del pittore piemontese Demetrio Cosola. Si trattava di un olio su tela ed era conservato al Palazzo Reale di Torino. Venne distrutto l'11 aprile 1997 durante un incendio che dall'adiacente Cappella della Sindone si estese all'ala del palazzo dove erano conservati — assieme a questo — quasi duecento quadri.

## Storia
Il quadro venne presentato da Cosola all'esposizione del Circolo degli Artisti del 1884 durante la quale fu acquistato da re Umberto I di Savoia per 450 lire.

## Descrizione
La tela raffigurava tre donne, probabilmente tre lavandaie, due intentente a stedere al sole i panni, ed una terza seduta a rammendare.